# Aspidopterys thorelii
Aspidopterys thorelii är en tvåhjärtbladig växtart som beskrevs av Paul Louis Amans Dop. Aspidopterys thorelii ingår i släktet Aspidopterys och familjen Malpighiaceae. Inga underarter finns listade i Catalogue of Life.